# ورنیش
ورنیش (به انگلیسی: Varnish) نرم‌افزاری برای ایجاد سرویس‌دهنده‌های پروکسی و کش است. این نرم‌افزار بر روی کارساز اچ‌تی‌تی‌پی جلویی نصب می‌شود و اطلاعات موجود در آنجا را کش می‌کند. با استفاده از این فناوری سرعت ارائه اطلاعات تا حدود ۳۰۰–۱۰۰۰ برابر می‌شود. نام ورنیش از لغتنامه خارج شده و کلمه‌ای به معنی زیباسازی یا آرایش است. این پروژه در سال ۲۰۰۵ آغاز شده و نسخه ۱٫۰ آن در سپتامبر ۲۰۰۶ منتشر شده‌است.

## استفاده کنندگان
شرکت‌ها و وبگاه‌هایی زیادی هستند که از این نرم‌افزار استفاده می‌کنند. با توجه به سرعت بالای آن و همچنین توانایی راه‌اندازی بر روی سکوهای بزرگ با تعدادی زیادی کارساز، این نرم‌افزار بسیار مورد توجه قرار گرفته‌است.
از جمله استفاده‌کنندگان می‌توان به بنیاد ویکی‌مدیا، نیویورک تایمز و … اشاره کرد.

## اجازه‌نامه
این نرم‌افزار با اجازه‌نامهٔ بی‌اس‌دی منتشر شده‌است و از این رو متن باز است. اگرچه شرکت سازندهٔ نرم‌افزار امکان پشتیبانی با دریافت هزینه را فراهم کرده‌است.